# Premier ministre d'Algérie
Le Premier ministre d'Algérie (en arabe : الوزير الأول الجزائري ; en berbère standard algérien : ⴰⵙⵏⴱⴰⴹ ⴰⵎⵣⵡⴰⵔⵓ ⵏ ⵍⵣⵣⴰⵢⵔ / Asnebaḍ amezwaru n Lezzayer) ou chef du gouvernement algérien est à la tête du gouvernement algérien.
Il est nommé par le président de la République, ainsi que les autres ministres et les membres du gouvernement qui sont recommandés par le nouveau premier ministre. L'Assemblée populaire nationale doit approuver le programme législatif du nouveau gouvernement ou alors l'Assemblée est dissoute et le Premier ministre doit démissionner.
Il n'y a pas de limites constitutionnelles au mandat du Premier ministre. Le mandat le plus long est celui de Mohamed Abdelghani, entre 1979 et 1984 et le plus court est celui d'Abdelmadjid Tebboune de mai à août 2017.

## Fonction et Constitution
Le titre du Premier ministre a évolué ainsi depuis l'indépendance de 1962 :
- 27 septembre 1962 - 15 septembre 1963 : chef du gouvernement
- 8 mars 1979 - 5 novembre 1988 : Premier ministre
- 5 novembre 1988 - 12 novembre 2008 : chef du gouvernement
- 12 novembre 2008 - 30 décembre 2020 : Premier ministre
- depuis le 30 décembre 2020 : Premier ministre ou chef du gouvernement

L'Assemblée constituante de 1962 a décidé de désigner un chef du gouvernement, président du Conseil jusqu'au vote de la Constitution. La Constitution de 1963 n’inclut pas le poste de Premier ministre. Dans celle de 1976, le poste est facultatif et n'est pas attribué sous la présidence d'Houari Boumédiène. À partir de la révision constitutionnelle de 1988, il était appelé tout simplement chef du gouvernement. Lors de la révision constitutionnelle de 2008, on parle de nouveau d'un Premier ministre nommé par le président de la République. Enfin, la révision constitutionnelle de 2020 prévoit la désignation d'un chef du gouvernement en cas de majorité parlementaire opposée au président de la République, ou d'un Premier ministre en cas de majorité présidentielle.

## Mandat
Le Premier ministre ou chef du gouvernement est nommé par le président de la République comme tout membre du gouvernement. Il est nommé en premier au cabinet pour ensuite proposer des personnes aux postes gouvernementaux à pourvoir.
Si le gouvernement sortant n'a pas démissionné, le nouveau Premier ministre n'est pas chargé de former un nouveau gouvernement.
L'Assemblée populaire nationale doit approuver la déclaration de politique générale du Premier ministre ou celui-ci est démis de ses fonctions.
Il n'y a pas de limite constitutionnelle à la durée du mandat d'un chef du gouvernement. Mohamed Abdelghani est resté près de cinq années consécutives de 1979 à 1984. Mais depuis 2005, c'est Ahmed Ouyahia qui détient le record de durée avec dix années au poste de chef du gouvernement de 1995 à 1998, de 2003 à 2006, 2008 à 2012 et de 2017 à 2019. Il est par ailleurs le seul titulaire à avoir exercé la fonction plus d'une fois.